# تناضح كهربائي

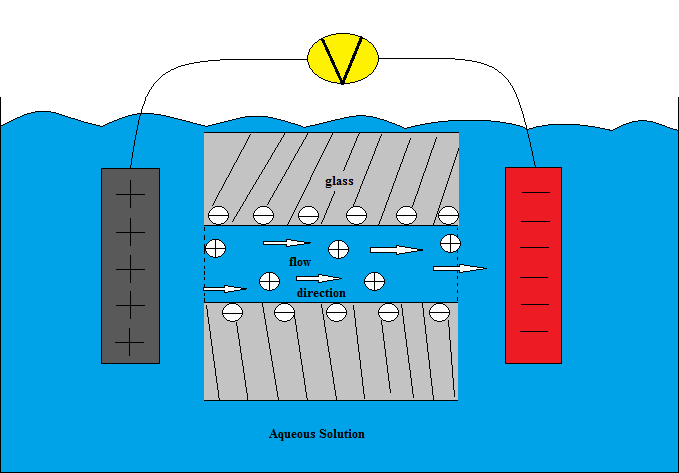
التناضح الكهربائي

التناضح الكهربائي أو تنافذ كهربائي (بالإنجليزية: Electro-osmosis)‏ هي خاصية فيزيائية اكتشفت عام 1809 من طرف ف.ف.روس.
عندما يتلامس سائل مع صلب، هذا الأخير يحمل شحنة سلبية أو ايجابية حسب طبيعة الصلب و PH السائل مكونا الطبقة الكهربائة المزدوجة.
وبتطبيق حقل كهربائي في الطبقة الكهربائية المزدوجة، تتعرض الشحنات الكهربائية لقوة كولومب فتتحرك مسببة حركة السائل.

## اقرأ أيضا
- تناضح